# Alonso de Sosa Albornoz

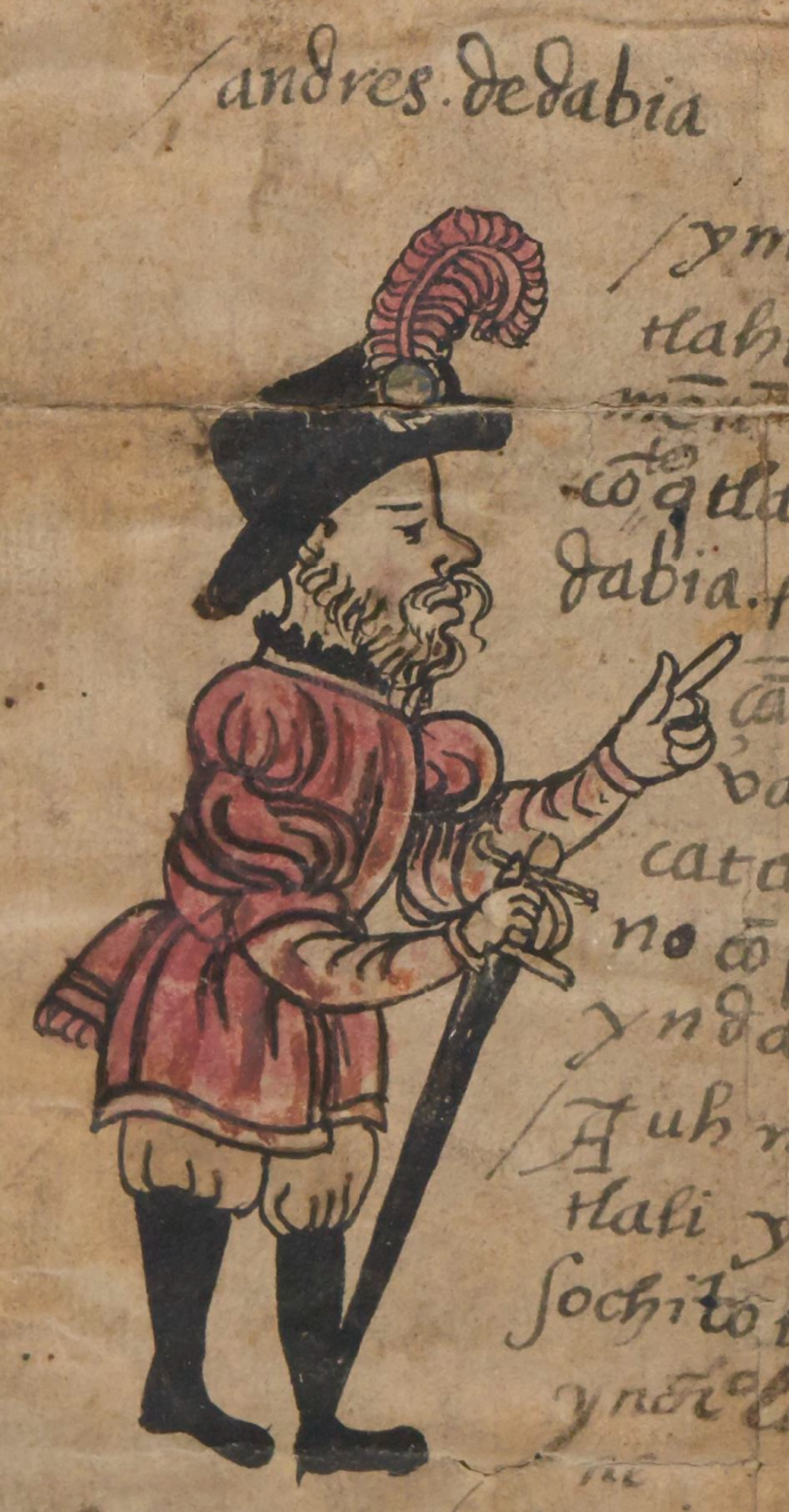
Andrés de Tapia, lugarteniente de Hernán Cortés en la conquista de México (abuelo de Alonso de Sosa Albornoz).

El capitán Alonso de Sosa Albornoz (c. 1550, Ciudad de México - Nuevo México) fue un militar criollo de tercera generación, los primeros criollos surgieron desde nediados de la década de los 1520's, novohispano, capitán e inversionista en la expedición del adelantado Juan de Oñate que consiguió la conquista española de Nuevo México, citado por Villagrá como rival o líder de la oposición a las estrategias de Oñate, lo que motivó su asesinato, evento que impulsaría la caída en desgracia del adelantado.

## Origen
Alonso de Sosa Albornoz nació en torno a 1550 en la Ciudad de México, siendo hijo del capitán toledano Francisco de Sosa Albornoz, conquistador de la Nueva Galicia y la Nueva Vizcaya, alcalde mayor de las Minas de San Martín, Sombrerete y Valle del Súchil, y de Inés de Tapia y Sosa, hija de Andrés de Tapia, lugarteniente de Hernán Cortés en la conquista de México y alcalde mayor de la Nueva España. Sus padres, parientes cercanos entre sí, fueron nieto y bisnieta del caballero calatravo Alonso de Sosa "el Viejo", lugarteniente del alférez mayor de Castilla en la conquista de Granada, citado como familiar de Sancho de Rojas, arzobispo de Toledo en el patronazgo de la Capilla de los Sosas, descrito por Francisco de Sosa, obispo de Osma. Como ya lo adelantaría Gaspar de Villagrá, la posición de su familia tanto en la Nueva España como en la Península, fueron factores ponderados por Oñate desde antes de ordenar su asesinato y que inevitablemente pesarían en su condena.

## Conquista de Nuevo México y Asesinato

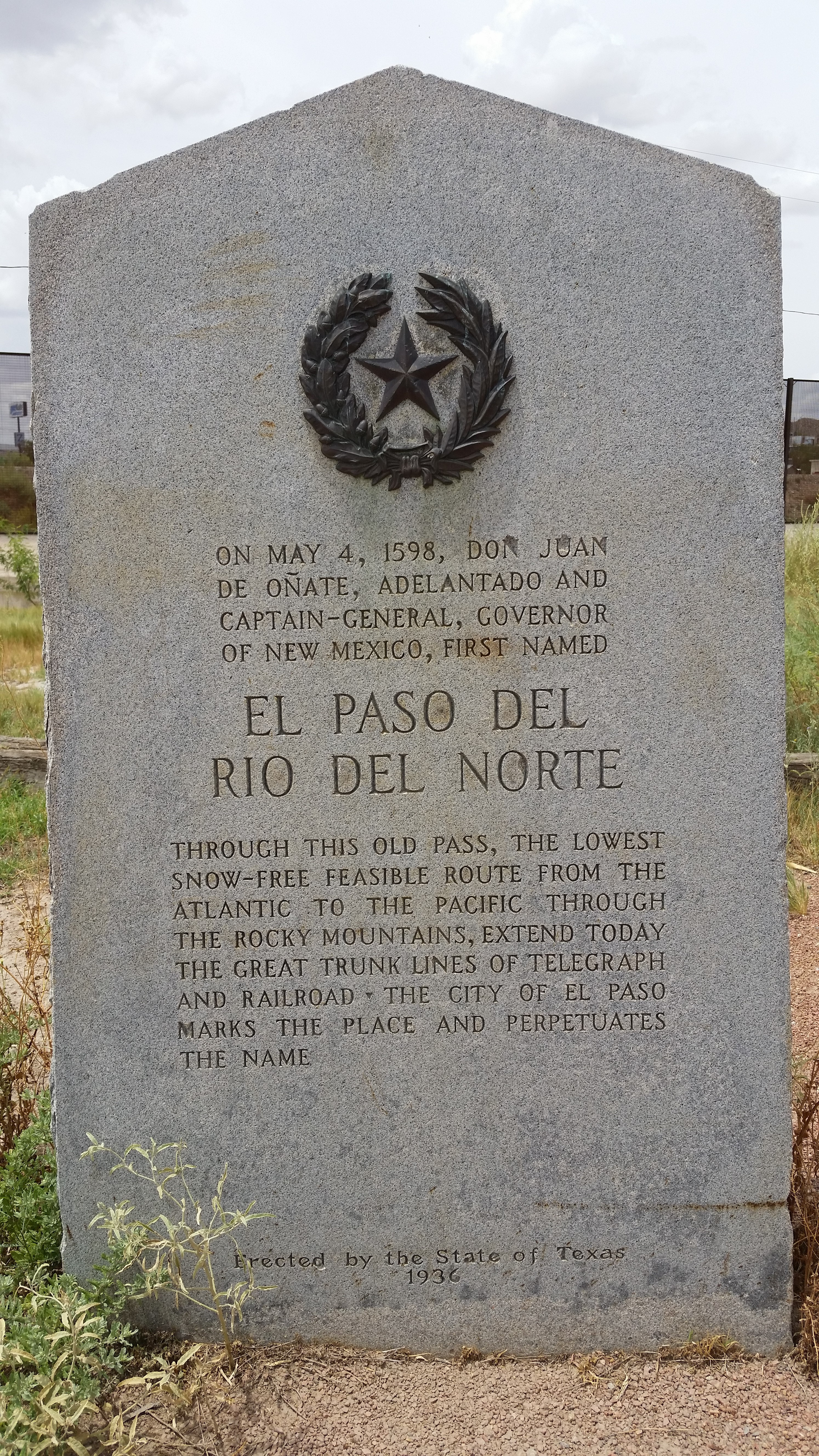
Marcador de El Paso del Río del Norte por donde pasó la expedición Oñate.

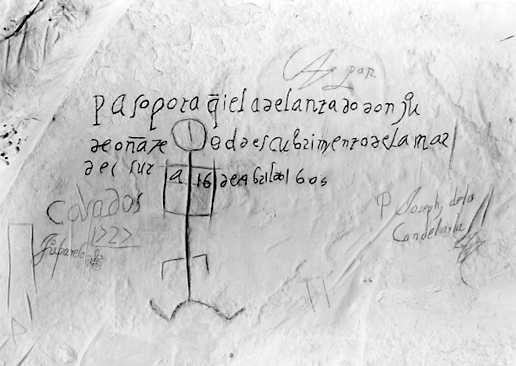
Inscripción hechas por la expedición de Oñate en el Parque Nacional de El Morro

Según noticias de su nieto, Andrés de Tapia y Sosa, se sabe que participó también, junto a su padre, en las conquistas de Nueva Galicia y Nueva Vizcaya, y que vendió su hacienda en México por 60 mil pesos para financiar su participación en la conquista de Nuevo México.
En las capitulaciones previas de la conquista, a la que se unió a la edad de cuarenta y ocho años, fue descrito como de "complexión oscura y pelo cano".
Se unió a la conquista con 35 caballos, 23 herraduras, 65 bueyes, 80 vacas de leche, 30 novillos, 7 carros, 500 ovejas, 80 cabras, 25 quintales de harina, además de 2 cotas de malla, 2 cuisses, 2 yelmos, 2 armaduras de caballo, 3 sillas de montar, y otra estradiota, 6 pares de espuelas, 1 espada, 1 daga, 2 arcabuces, 5 hachas, 52 pares de botas, 4 pares de botas de Flandes, 4 pares de coturnos, entre muchos otros enseres de trabajo y personales entre los que se incluían ropas, sedas, platería y joyas de su esposa doña Beatriz Navarro de Sosa, a quien llevó consigo, estableciendo junto a ella y sus cinco hijos el primer poblado español de Nuevo México, llamado San Juan de los Caballeros, y en el segundo, llamado San Pedro.
Además de su familia inmediata, Sosa Albornoz llevaba consigo a su primo, el capitán y alférez Francisco de Sosa Peñalosa con su familia, el alférez Pedro Robledo con su familia, así como otras numerosas cabezas de familia.  
Participó bajo el mando del adelantado don Juan de Oñate (nombrado capitán general de la expedición) en la conquista de Nuevo México, trayendo consigo un importante contingente de personas, caballos, armas y enseres con el objetivo de constituir un establecimiento español al norte del Río Grande. 
Su desafección a Oñate durante la sangrienta campaña empeoraron tras el fracaso del segundo asentamiento y las ambiciones de Oñate por llegar a Quiviria, llegando a un definitivo punto de inflexión tras las acusaciones hechas por su primo, el capitán Francisco de Sosa Peñalosa (alférez mayor de la expedición), en contra del maese de campo Vicente de Zaldívar y Mendoza, yerno del adelantado, acusándolo de entrar a su casa y acosar a su esposa. 
Con el fin de evitar mayores conflictos, pidió al adelantado permiso para abandonar Nuevo México y regresar a la metrópoli novohispana, el cual le fue denegado inicialmente, consiguiéndolo tras una segunda petición. 
Oñate temía que la deserción de Sosa motivara el abandono del asentamiento español, así como las denuncias que podía esperar de Sosa a su vuelta a México, por lo que le concedió el permiso para partir a la vez de ordenar una emboscada dirigida por el maestre de campo Vicente de Zaldívar y Mendoza en la que fue brutalmente asesinado junto con el capitán Pablo de Aguilar. Dichos asesinatos fueron justificados por el cronista Gaspar de Villagrá como castigo por traición y deserción, acusándolos por ello de ser quienes encabezaron los amotinamientos.
Los cargos a Sosa y Aguilar no consiguieron ser justificados por no haber abandonado el asentamiento, aún habiendo conseguido el permiso por parte del adelantado Oñate. Finalmente fueron condenados Vicente de Zaldívar, Gaspar de Villagrá, entre otros cómplices, Oñate sería despojado de su título de adelantado, así como el de gobernador y capitán general de Nuevo México.

## Matrimonios e hijos
Casó en primeras nupcias en la Puebla de los Ángeles con Juana Ramírez Ortiz de la Vega, con quien procreó a cuatro hijos, incluyendo a Andrés de Tapia y Sosa, quien declaró haber acompañado a su padre a sus conquistas.
Una vez viudo, casó en segundas nupcias en Monterrey con Beatriz Navarro de Sosa, bisnieta del capitán Diego de Montemayor, primer gobernador del Reino de Nuevo León, con quien procreó a una sola hija llamada Ana de Sosa Albornoz, casada con Alonso de Farías y Tremiño, regidor y alférez real de Saltillo, propietario de las minas de San Nicolás Tolentino, San Diego y Las Ánimas (su hija Rafaela de Farías y Sosa casó con el capitán Vicente de Zaldívar y Reza, sobrino homónimo del ejecutor del capitán Sosa Albornoz).
Tras su muerte, su viuda, Beatriz Navarro de Sosa, casó en segundas nupcias con el capitán Bernabé de las Casas, alcalde mayor de Monterrey.  